# A magyar női labdarúgó-válogatott 1985. május 25-i mérkőzése
Előző mérkőzés - Következő mérkőzés
A magyar női labdarúgó-válogatott negyedik hivatalos mérkőzése 1985. május 25-én Gyöngyösön volt Olaszország ellen. A találkozó az 1987-es Európa-bajnokságra volt selejtező. A mérkőzést 3–2-re az olasz csapat nyerte meg.

## Az összeállítások
| 1985. május 25. Eb-selejtező |

| Magyarország                       | 2 – 3   | Olaszország                                          |
| ---------------------------------- | ------- | ---------------------------------------------------- |
| Bárfy 26' Szegediné 61' (11-esből) | (1 – 1) | Golin 22' 67' Ferraguzzi 61' Morace 64' Vignotto 74' |

| Gyöngyös Nézőszám: 4 000 Játékvezető: Latzin (AUT) |

|  |

| MAGYARORSZÁG:        |    |                          |     |
|                      |    |                          |     |
| K                    | 1  | Kiss Mária               |     |
| V                    | 2  | Tóth Judit               |     |
| V                    | 3  | Kiss Lászlóné            |     |
| V                    | 6  | Bukovszki Jenőné         | 46' |
| V                    | 4  | Jenei Anikó              |     |
| KP                   | 5  | Lovász Gyöngyi           |     |
| KP                   | 8  | Bárfy Ágnes              |     |
| KP                   | 10 | Szegediné Lojd Zsuzsanna |     |
| CS                   | 7  | Vrábel Ibolya            |     |
| CS                   | 9  | Kopcsák Erzsébet         |     |
| CS                   | 11 | Kern Edit                |     |
| Cserék:              |    |                          |     |
| V                    | ?  | Tóth Ilona               | 46' |
| Szövetségi kapitány: |    |                          |     |
| Tóth Ferenc          |    |                          |     |

| OLASZORSZÁG:         |    |                     |     |
|                      |    |                     |     |
| K                    | 1  | Pavan               |     |
| V                    | 2  | Paola Bonato        |     |
| V                    | 3  | Feriana Ferraguzzi  |     |
| V                    | 6  | Furlotti            |     |
| V                    | 4  | Pierrazzuolli       |     |
| KP                   | 5  | Mega                | 65' |
| KP                   | 8  | Carolina Morace     |     |
| KP                   | 10 | Marsiletti          |     |
| CS                   | 7  | Bontachio           |     |
| CS                   | 9  | Elisabetta Vignotto |     |
| CS                   | 11 | Golin               | 73' |
| Cserék:              |    |                     |     |
| KP                   | ?  | Carta               | 65' |
| CS                   | ?  | D’Orio              | 73' |
| Szövetségi kapitány: |    |                     |     |
| ?                    |    |                     |     |

## Örökmérleg a mérkőzés után
| Magyarország | :         | Olaszország |
| ------------ | --------- | ----------- |
| 0            | Győzelem  | 1           |
| 0            | Döntetlen | 0           |
| 2            | Gólok     | 3           |
| 0/3          | Pontok    | 3/3         |
| 0            | %         | 100         |